# گولو مان
گولو مان (آلمانی: Golo Mann؛ ۲۷ مارس ۱۹۰۹ – ۷ آوریل ۱۹۹۴) یک نویسنده، مورخ، و فیلسوف اهل آلمان بود.
وی همچنین برنده جوایزی همچون جایزه گئورگ بوشنر شده‌است.
گولو مان که از سال ۱۹۰۹ تا ۱۹۹۴ می‌زیست، پسر توماس مان نویسنده مشهور برنده جایزه نوبل ادبی کشور آلمان بود که به عنوان مورخ ادبیات به شهرت رسیده بود و جایزه گولو مان نیز به نام وی نامگذاری شده‌است.
مان، به دو زبانِ انگلیسی و فرانسوی مسلط بود و سه زبانه تحصیل، و بعدها تدریس کرد. سال‌های درازِ تبعید و مهاجرت در زمانِ جنگ جهانی دوم را در فرانسه و آمریکا به‌سر برد و سپس در این کشورها، و بعد هم در آلمان، به استادی دانشگاه (پروفسورِ علومِ سیاسی) پرداخت. در سال ۱۹۹۴ در شهرِ لورکوزن، و در اثر ابتلا به سرطان، چشم از جهان فروبست.
از او آثارِ با ارزشی از جمله «تاریخ آلمان در قرن ۱۹ و ۲۰» به جای مانده‌است. وی کتابی بنام «بیش از لغات» (Mehr als Worte)، مجموعه ایست از مقالات صاحبنظران راجع به زبان آلمانی، نگاشته‌است.
"جنگ، تمام مردم را اعم از عاقل و بی‌عقل، مبدل به یک مشت احمق می‌کند. بعد از جنگ مجدداً همه عاقل می‌شوند."